# مرغ توفان الیوت
مرغ توفان الیوت (نام علمی: Oceanites gracilis) نام یک گونه از سرده مرغ‌های توفان اقیانوسی است.